# 拉沃雷特
拉沃雷特（法語：Lavaurette，法語發音：[lavoʁɛt]）是法国奥克西塔尼大区塔恩-加龙省的一个市镇，属于蒙托邦区。

## 地理
拉沃雷特（44°12'20"N, 1°40'13"E）面积13.63 平方千米，位于法国奧克西塔尼大區塔恩-加龙省，该省份为法国西南部内陆省份，北起顺时针与洛特省、阿韦龙省、塔恩省、上加龙省、热尔省和洛特-加龙省接壤。
与拉沃雷特接壤的市镇（或旧市镇、城区）包括：凯吕斯、皮拉罗克、圣安托南-诺布勒瓦勒、圣乔治、塞特丰。

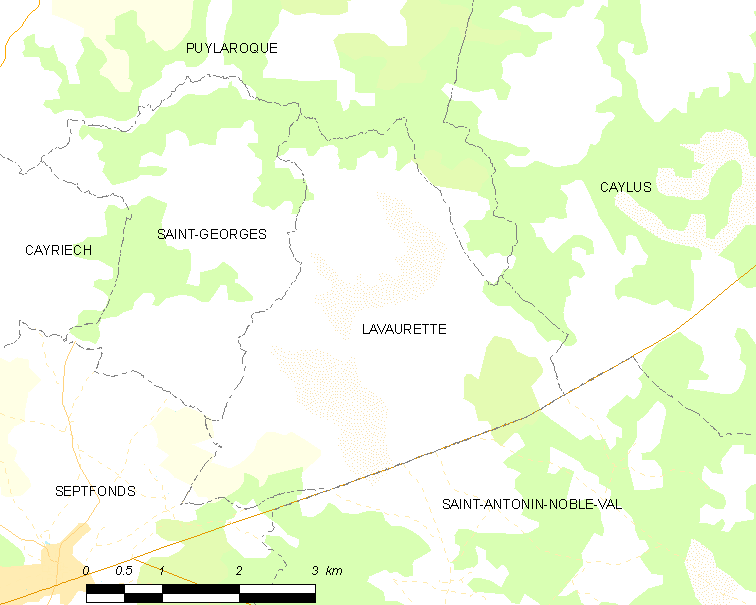
拉沃雷特的OSM定位图

拉沃雷特的时区为UTC+01:00、UTC+02:00（夏令时）。

## 行政
拉沃雷特的邮政编码为82240，INSEE市镇编码为82095。

## 政治
拉沃雷特所属的省级选区为凯尔西-鲁埃格县。

## 人口

1962-2008年间拉沃雷特人口变化图示

拉沃雷特于2022年1月1日时的人口数量为214人。